# Casa dos Sete Candeeiros
A Casa dos Sete Candeeiros é um casarão histórico, construído no final do século XVII. Localizada no Centro Histórico de Salvador, no estado da Bahia, Brasil. A casa é um patrimônio cultural tombado pelo Instituto do Patrimônio Histórico e Artístico Nacional (IPHAN), na data de 14 de junho de 1938, sob o processo de nº 124.T.38.
Atualmente abriga o laboratório de Restauração de Obras de Arte e de Bens Móveis e Integrados e os setores de Arqueologia e Museologia da Superintendência Estadual do Instituto do Patrimônio Histórico e Artístico Nacional (IPHAN).

## História
O casarão foi construído no final do século XVII para abrigar os Jesuítas, que residiram no imóvel até o ano de 1759, período em que foram expulsos do país. A casa foi leiloada e passou a pertencer ao Antônio Elias da Fonseca Galvão.
Em 1808, a casa abrigou a comitiva do príncipe D. João VI. Para iluminar melhor o local, foram pendurados sete candeeiros de azeite, razão do nome dado ao casarão.
Em 1945 a Casa dos Sete Candeeiros passou por restauração com término em 1951 e passou a abrigar uma das sedes do Instituto do Patrimônio Histórico e Artístico Nacional (IPHAN) e um Museu Regional até o ano de 1980.

## Arquitetura
De arquitetura nobre urbana, a casa possui dois pavimentos e um sótão. As paredes externas são robustas, feitas em alvenarias de pedra e cal e paredes internas no tipo francesa. Os tetos e portas com molduras em madeira. O pavimento térreo possui um amplo saguão de entrada e mais dois salões e uma capela com uma treliça tipo urupema.